# تکس مکس

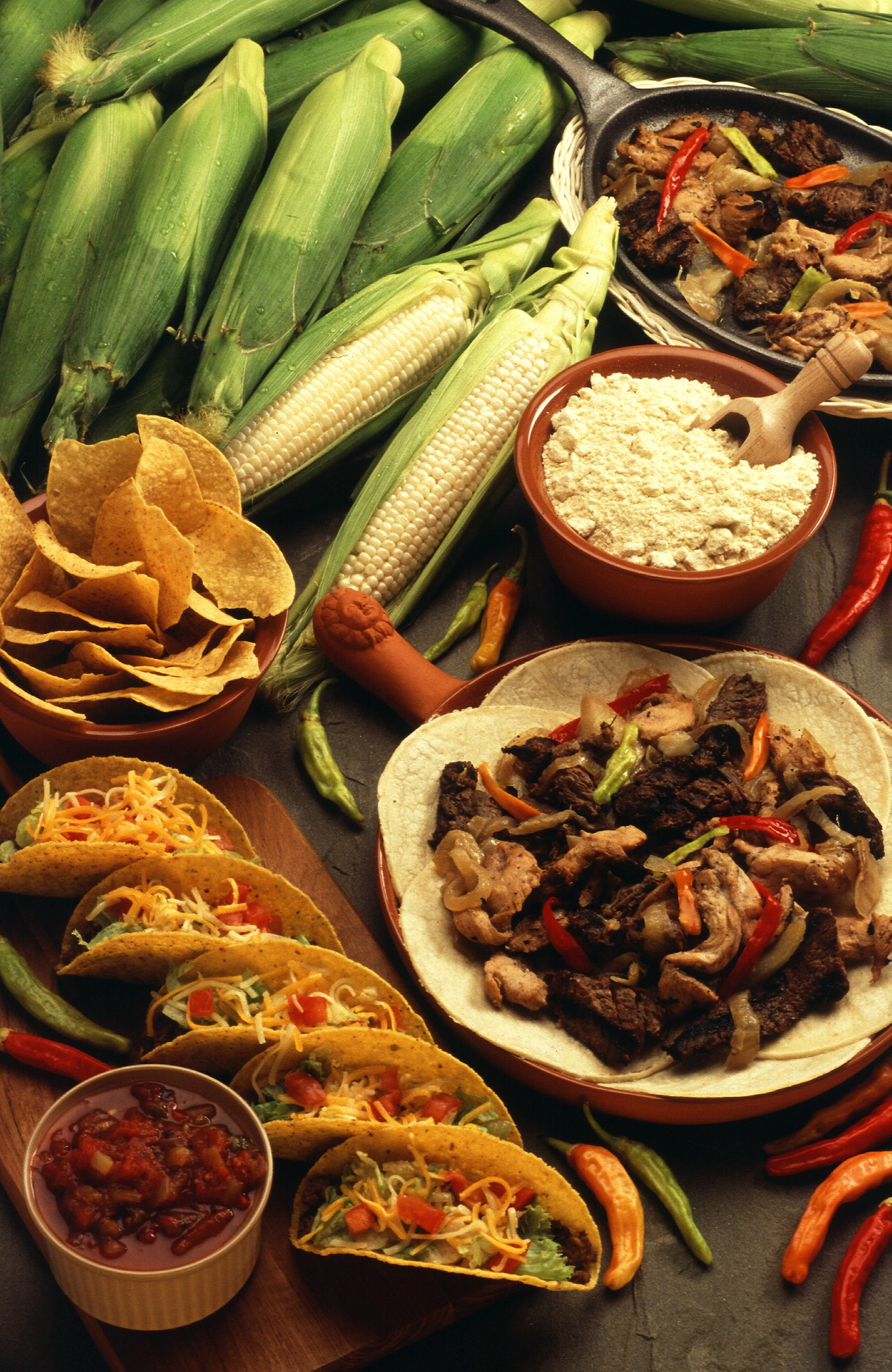
تکس مکس

تکس مکس (انگلیسی: Tex-Mex) یا غذای تگزاسی-مکزیکی بخشی از آشپزی آمریکایی است که در غذای آمریکایی‌های هیسپانیک و لاتین ساکن تگزاس ریشه دارد. تکس مکس از تگزاس و ایالت‌های جنوب غربی آمریکا به سراسر این کشور و حتی کانادا تسری پیدا کرده‌است. عناصر بنیانی غذاهای تکس مکس، پنیر، گوشت گاو، گوشت خوک، لوبیا، فلفل، ادویه‌جات و تورتیلا است.